# Buglio in Monte
Buglio in Monte là một đô thị ở tỉnh Sondrio trong vùng Lombardia của Italia, có vị trí khoảng 90 km về phía đông bắc của Milano và khoảng 14 km về phía tây của Sondrio. Tại thời điểm ngày 31 tháng 12 năm 2004, đô thị này có dân số 2.066 người và diện tích là 27,8 km².
Buglio in Monte giáp các đô thị: Ardenno, Berbenno di Valtellina, Chiesa in Valmalenco, Colorina, Forcola, Torre di Santa Maria, Val Masino.